# 慈濟大學附屬高級中學
慈濟學校財團法人慈濟大學附屬高級中學，簡稱慈大附中、花慈，是慈濟大學的附屬中學。由臺灣佛教慈善團體慈濟基金會所創辦花蓮縣花蓮市西郊，與慈濟科技大學、慈濟大學(人文社會學院校區)相鄰，共同構成慈濟學園。
2025/03/24～2025/04/08 週一至週五晚間八點大愛劇 宇宙的源頭就是愛

## 簡史
慈濟大學附屬高級中學原名「慈濟中小學」，於1999年7月11日舉行校舍動土典禮，其間歷經921大地震的考驗，於2000年9月正式開學。

## 歷任校長
| 姓名   | 任期                 | 備註                         |
| ------ | -------------------- | ---------------------------- |
| 曾漢榮 | 2000年8月－2004年7月 | 慈濟大學教授兼任             |
| 歐源榮 | 2004年8月－2006年8月 | 曾任南投縣立旭光高級中學校長 |
| 李克難 | 2006年9月－2017年7月 | 曾任花蓮女中校長             |
| 李玲惠 | 2017年8月－2025年7月 | 曾任新北市立新店高中校長     |
| 廖逸貞 | 2025年8月 （現任）   | 曾任慈大附中國際教育處主任   |

|-

## 校訓
- 慈：「無緣大慈」，是清淨無染，怨親平等的大愛。
- 悲：「同體大悲」，是人傷我痛，人苦我悲的憐憫。
- 喜：「以持正法起喜心」，是得正知、持正念、走正道的輕安。
- 捨：「以攝智慧起捨心」，是無尤的付出，無怨的服務。

## 外部連結
- 慈濟大學附屬高級中學 （页面存档备份，存于）
- 慈大附中粉絲專頁